# Igdamen
Le village d'Igdamen (arabe: إݣدامن) ou encore Douar Igdamen, et l'un des 65 villages de la commune rurale d'Idaougnidif relevant de la province de Chtouka-Aït Baha, Wilaya d'Agadir, région de Souss-Massa. Il se trouve à 15 km environ du Souk El khemiss Idaougnidif. D'une superficie de 6 000 m2 et de 1 120 m d'attitude.

## Climat
Igdamen a un climat montagnard sec.

## Faune et flore
Igdamen a une flore montagnarde et méditerranéenne (les noms en tachlhit est donné entre guillemets) :
- figuiers de Barbarie « Taknarite »
- amandiers « Louze »
- caroubiers « Tikida »
- et d'autres dizaines d'espèces végétales.

Pour la faune, on peut notamment trouver les espèces suivantes :
- serpents « Algmade »
- sangliers « Boutagante » ou « Aghi n'Tagante »
- scorpions « Ighirdme »
- renards « Abaghough »
- lièvres « Awtil »
- porc-épic « Tarouchte »
- rapaces :
  - éperviers
  - aigles « Iguidre »
  - faucons crécerelles
- pigeons « Timilla - Atbire »
- écureuils « Anzed » ou « Akbour ».